# BW Sculptoris
BW Sculptoris, är en dubbelstjärna belägen i den södra delen av stjärnbilden Bildhuggaren. Den har en gemensam skenbar magnitud av ca 16,5 och kräver ett kraftfullt teleskop för att kunna observeras. Baserat på parallax enligt Gaia Data Release 3 på ca 10,68 mas beräknas den befinna sig på ett avstånd av ca 305 ljusår (ca 93,5 parsec) från solen.

## Observation

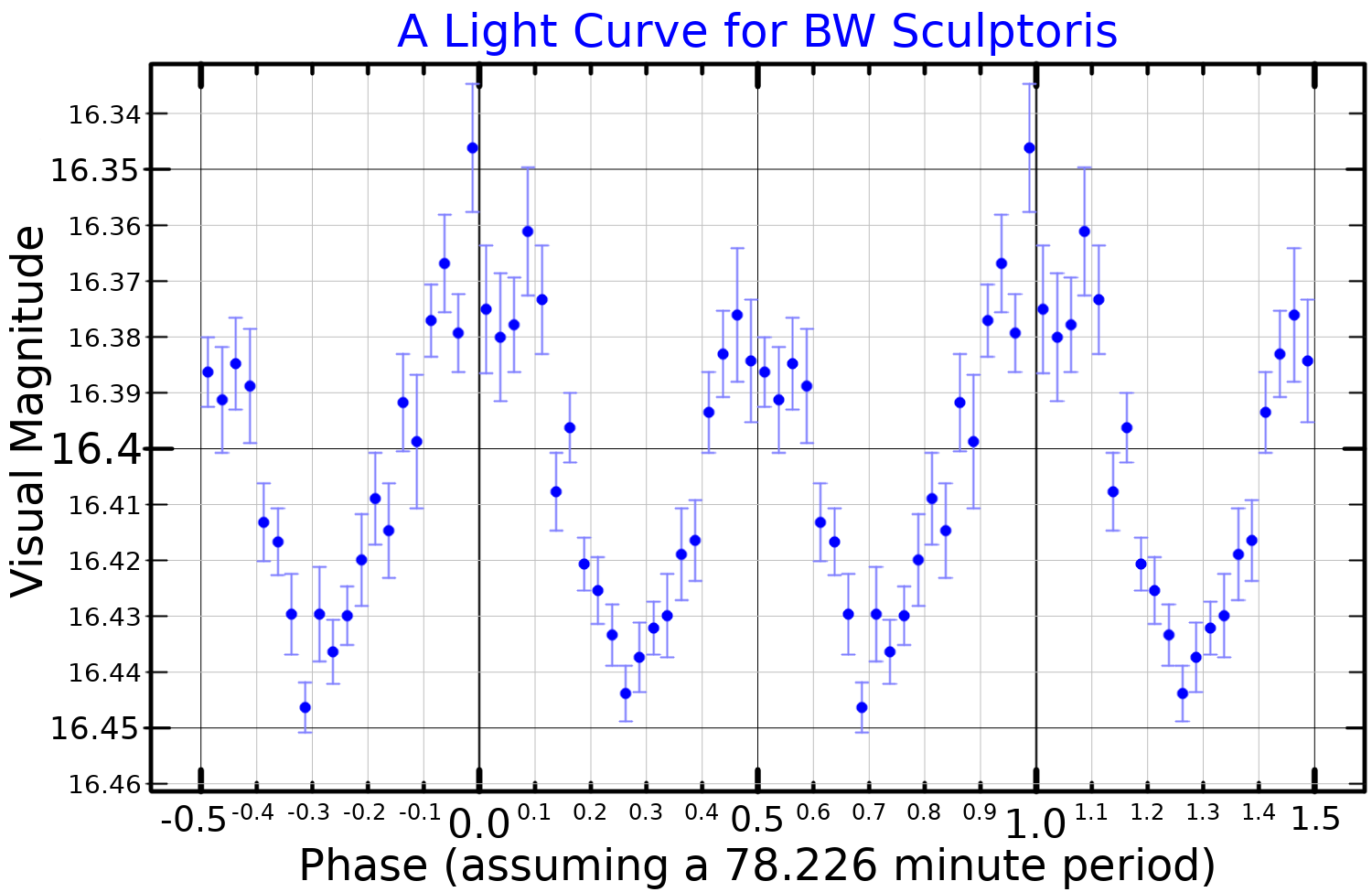
Ljuskurva i visuella bandet för BW Sculptoris, anpassad från Augusteijn och Wisotzki (1997).

BW Sculptoris upptäcktes 1997 av två team. Abbott et al. upptäckte den med ROSAT som RX J2353.0-3852. Augusteijn & Wisotzki upptäckte den oberoende av varandra i Hamburg/ESO-undersökningen med ESO:s 1,52-metersteleskop och den betecknades ursprungligen HE 2350–3908 (den fick dess variabelbeteckning, BW Sculptoris, år 2000). Båda författarna noterade den låga massöverföringen. Tidigare massförhållanden antydde en donator med låg massa och Neustroev & Mäntynen kunde begränsa massan av den vita dvärgen till 0,85 ± 0,04 solmassa och massan av donatorn till 0,051 ± 0,006 solmassa (53,4 ± 6,3 jupitermassa), vilket gör donatorn till en brun dvärg. BW Sculptoris är en kandidat till periodisk studsare. Detta är ett evolutionärt stadium av en kataklysmisk variabel där en donatorstjärna förlorar tillräckligt med massa för att utvecklas till ett substellärt objekt eller brun dvärg. Detta sker tillsammans med en minskning av omloppstiden tills perioden når 70–80 minuter, varefter perioden ökar igen. Man misstänker att BW Sculptoris redan har passerat detta minimum och att omloppstiden kommer att öka i framtiden.

## Egenskaper
BW Sculptoris är en dvärgnova av WZ Sagittae-typ och en kandidat för en periodisk studsstjärna. Dubbelstjärnan består av en vit dvärg och en brun dvärgdonator som kretsar kring den vita dvärgen med en omloppsperiod av 78,23 minuter. BW Sculptoris är en av de närmaste och ljusaste kataklysmiska variabla stjärnorna till solsystemet. Den har också den kortaste perioden för alla kända CV:er hittills (augusti 2023). Primärstjärnan har en massa av ca 0,85 solmassa, en radie av ca 0,008 solradie och har en effektiv temperatur av ca 15 150 K.

### Superutbrottet 2011
BW Sculptoris hade ett superutbrott med en amplitud på 7,5 magnituder i oktober 2011. Superutbrottet observerades först av M. Linnolt (AAVSO) den 21 oktober med en skenbar magnitud på 9,6. Den 31 oktober utvecklades en vanlig superpuckel och den 12 november gick novan in i den snabba avklingningsfasen. Inte ens 10 år efter superutbrottet har dock stjärnan återvänt till dess nivå före utbrottet.